# USB-C
USB-C (USB Tipo-C o USB Type-C) è uno standard di connettori e cavi USB (versione 3.1, 3.0 e 2.0) per la trasmissione di dati e alimentazione che sostituisce di fatto gli standard Tipo-A e Tipo-B.

## Storia
La specifica 1.0 (USB Type-C Specification 1.0) dello standard è stata pubblicata e finalizzata dal USB Implementers Forum (USB-IF) nell'agosto 2014. La specifica è stata preparata all'incirca nello stesso periodo della specifica USB 3.1. Nel luglio 2016 è stato adottata dall'IEC come specifica "IEC 62680-1-3".
USB4, pubblicato nel 2019, è il primo standard di protocollo di trasferimento USB disponibile solo tramite USB-C.

## Descrizione
Lo standard USB-C non richiede l'USB 3.1 (con la relativa velocità massima di 10 Gb/s), in quanto i connettori e i cavi di Tipo-C possono supportare anche la versione 2.0 (quindi con velocità massima di 480 Mb/s).
Rispetto agli altri formati di connettori e porte USB, il tipo C ha il vantaggio di essere simmetrico e quindi non ha un verso obbligato di collegamento fisico, agevolando così l'operazione reversibile di connessione.
Il 24 ottobre 2022 la Commissione Europea ha stabilito che a partire dal 28 dicembre 2024 una porta USB-C è obbligatoria per un’intera gamma di dispositivi elettronici come smartphone, tablet ed e-reader, fotocamere digitali, console per videogiochi, cuffie e altoparlanti portatili, mouse e tastiere wireless, sistemi di navigazione portatili. Inoltre, anche tutti i notebook sono soggetti alle nuove regole in vigore.

### Power Delivery
Una porta USB-C di tipo Power Delivery (erogazione di energia), contrassegnata da un apposito simbolo (doppia S di SuperSpeed unita al valore di velocità in Gbps), è una porta che alimenta il dispositivo cui è connessa. Ad esempio una porta SS-10 (USB 3.1 gen. 2 da 10 Gbit/s) è in grado di erogare sino a 100 W di potenza.
Una porta Power Delivery non è detto che sia in grado di trasferire flussi video ad un monitor (vedi sotto).

### Alt Mode
Le porte USB Type-C possono supportare diverse “modalità alternative” (o Alt Mode), ossia la trasmissione di segnali non-USB sullo stesso connettore. Una delle più diffuse è la modalità DisplayPort Alt Mode, che consente di veicolare segnali video e audio ad alta risoluzione: in questo modo, collegando un monitor compatibile a una porta USB-C, si può sfruttare un unico cavo sia per l’alimentazione sia per il segnale video.
Altre modalità comprendono MHL Alt Mode, HDMI Alt Mode (in disuso) e Thunderbolt Alt Mod.

### Chip E-Marker
Nei cavi USB-C che supportano correnti superiori a 3 A (necessarie per erogare più di 60 W con USB Power Delivery), è obbligatorio un piccolo chip, situato solitamente nella guaina del connettore. Questo chip informa il dispositivo a cui è connesso il cavo le sue caratteristiche fisiche come la massima corrente che può supportare, la lunghezza del cavo e la velocità di trasferimento dati supportata (USB 3.1 Gen 1 o USB 3.1 Gen 2).

## Piedinatura del connettore femmina (fisso)
| Massa                                                                         | GND    | A1  | B12 | GND    | Massa                |
| Trasmissione TX1 (+)                                                          | SSTXp1 | A2  | B11 | SSRXp1 | Ricezione RX1 (+)    |
| Trasmissione TX1 (-)                                                          | SSTXn1 | A3  | B10 | SSRXn1 | Ricezione RX1 (-)    |
| Bus Power (+5V)                                                               | VBUS   | A4  | B9  | VBUS   | Bus Power (+5V)      |
| Plug di orientamento                                                          | VCONN1 | A5  | B8  | SBU2   | Sideband use (SBU)   |
| Dati USB 2.0 (+)                                                              | Dp1    | A6  | B7  | Dn2    | Dati USB 2.0 (-)     |
| Dati USB 2.0 (-)                                                              | Dn1    | A7  | B6  | Dp2    | Dati USB 2.0 (+)     |
| Sideband use SBU                                                              | SBU1   | A8  | B5  | VCONN2 | Plug di orientamento |
| Bus Power (+5V)                                                               | VBUS   | A9  | B4  | VBUS   | Bus Power (+5V)      |
| Ricezione RX2 (-)                                                             | SSRXn2 | A10 | B3  | SSTXn2 | Trasmissione TX2 (-) |
| Ricezione RX2 (+)                                                             | SSRXp2 | A11 | B2  | SSTXp2 | Trasmissione TX2 (+) |
| Massa                                                                         | GND    | A12 | B1  | GND    | Massa                |
| N.B.: i contatti B6 e B7 non sono collegati nel connettore maschio (volante). |        |     |     |        |                      |

## Cablaggio
| Spina (plug) 1 (USB-C) | Spina (plug) 1 (USB-C) | Cavo (USB-C) | Cavo (USB-C)          | Cavo (USB-C)                                 | Cavo (USB-C) | Spina (plug) 2 (USB-C) | Spina (plug) 2 (USB-C) |
| PIN | Nome                   | Colore filo  | Nome                  | Descrizione                                  | USB 2.0      | PIN                    | Nome                   |
| --- | ---------------------- | ------------ | --------------------- | -------------------------------------------- | ------------ | ---------------------- | ---------------------- |
| Guaina | Schermo                | Treccia      | Shield                | Schermatura esterna del cavo                 | ✔            | Guaina                 | Schermo                |
| A1, B1, A12, B12 | GND                    | Stagnato     | GND_PWRrt1 GND_PWRrt2 | Massa (per l'alimentazione)                  | ✔            | A1, B1, A12, B12       | GND                    |
| A4, B4, A9, B9 | VBUS                   |              | PWR_VBUS1 PWR_VBUS2   | VBUS power                                   | ✔            | A4, B4, A9, B9         | VBUS                   |
| B5 | VCONN                  |              | PWR_VCONN             | VCONN power                                  | ✔            | B5                     | VCONN                  |
| A5 | CC                     |              | CC                    | Canale di configurazione                     | ✔            | A5                     | CC                     |
| A6, B6 | Dp1                    |              | UTP_Dp                | Doppino intrecciato non schermato, positivo  | ✔            | A6, B6                 | Dn1                    |
| A7, B7 | Dn1                    |              | UTP_Dn                | Doppino intrecciato non schermato, negativo  | ✔            | A7, B7                 | Dp1                    |
| A8 | SBU1                   |              | SBU_A                 | Segnali ausiliari (Sideband) A               | ✘            | B8                     | SBU2                   |
| B8 | SBU2                   |              | SBU_B                 | Segnali ausiliari (Sideband) B               | ✘            | A8                     | SBU1                   |
| A2 | SSTXp1                 |              | SDPp1                 | Doppino differenziale schermato #1, positivo | ✘            | B11                    | SSRXp1                 |
| A3 | SSTXn1                 |              | SDPn1                 | Doppino differenziale schermato #1, negativo | ✘            | B10                    | SSRXn1                 |
| B11 | SSRXp1                 |              | SDPp2                 | Doppino differenziale schermato #2, positivo | ✘            | A2                     | SSTXp1                 |
| B10 | SSRXn1                 |              | SDPn2                 | Doppino differenziale schermato #2, negativo | ✘            | A3                     | SSTXn1                 |
| B2 | SSTXp2                 |              | SDPp3                 | Doppino differenziale schermato #3, positivo | ✘            | A11                    | SSRXp2                 |
| B3 | SSTXn2                 |              | SDPn3                 | Doppino differenziale schermato #3, negativo | ✘            | A10                    | SSRXn2                 |
| A11 | SSRXp2                 |              | SDPp4                 | Doppino differenziale schermato #4, positivo | ✘            | B2                     | SSTXp2                 |
| A10 | SSRXn2                 |              | SDPn4                 | Doppino differenziale schermato #4, negativo | ✘            | B3                     | SSTXn2                 |
| * I colori dei fili A2, A11, B2, B3, B10 e B11 per i doppini differenziali non seguono una normativa fissa, pertanto potrebbero differire.. |                        |              |                       |                                              |              |                        |                        |

## Sistemi operativi compatibili
- Linux: supporto dal kernel 4.6.[10]
- Microsoft Windows: supporto nativo a partire dalla versione 10.[11]
- macOS: supporto a partire da OS X Yosemite.[12]
- Android: dalla versione 5.0 Lollipop.
- Chrome OS: supporto a partire dal modello Chromebook Pixel 2015.[13]
- iOS: dalla versione iOS 12 (iPad Pro 2018)